# Satellite (Panic Room)
Satellite is het tweede studioalbum van Panic Room. Het is opgenomen in de Sonic One-geluidsstudio in Llangennech in Wales in veertien dagen in 2009. Het album werd eerst uitgegeven via de eigen internetsite in een 2cd-verpakking, in het voorjaar van 2010 verscheen het album publiekelijk als enkele compact disc. De band schuurt met haar muziek en samenstelling dicht aan tegen Mostly Autumn en Karnataka. De muziek daarentegen komt los van de Pink Floydinvloeden, die Mostly Autumn nog weleens heeft. Op dit album dus geen lange gitaaruithalen. Bassist Alun Vaughan verliet de band kort nadat het album was verschenen.

## Musici
- Anne-Marie Helder – zang, gitaar, toetsinstrumenten
- Paul Davies – gitaar
- Alun Vaughan – basgitaar
- Jonathan Edwards – toetsinstrumenten waaronder Fender Rhodes
- Gavin Griffiths – slagwerk
- Doreen the cat – miauwen en spinnen in I am a cat

## Muziek
| Nr. | Titel                                | Duur |
| --- | ------------------------------------ | ---- |
| 1.  | Freedom to breathe (Helder/Edwards)  | 5:33 |
| 2.  | Picking up knives (Helder/Edwards)   | 5:11 |
| 3.  | I am a cat (Helder/Edwards)          | 4:38 |
| 4.  | The fall (Helder/Edwards)            | 6:17 |
| 5.  | Black noise (Helder/Vaughan)         | 4:00 |
| 6.  | Yasuni (Helder/Davies/Edwards)       | 5:15 |
| 7.  | Sunshine (Helder/Edwards)            | 6:03 |
| 8.  | Into the fire (Helder/Edwards/Field) | 5:00 |
| 9.  | Dark star (Helder/Edwards)           | 5:12 |
| 10. | Muse (Helder/Edwards)                | 3:43 |
| 11. | Satellite (Helder/Edwards)           | 8:06 |

De 2cd-uitgave bevat een tweede cd getiteld Little Satellite met vier nummers.
| Nr. | Titel                             | Duur  |
| --- | --------------------------------- | ----- |
| 1.  | 5th amendment (Helder/Edwards)    | 4:17  |
| 2.  | The great divide (Helder/Vaughan) | 5:30  |
| 3.  | Go (Helder/Edwards)               | 4:08  |
| 4.  | Sandstorms (Helder/Edwards)       | 10:08 |